# Ronde van Spanje 2021/Vierde etappe
De vierde etappe van de Ronde van Spanje 2021 werd verreden op 17 augustus van El Burgo de Osma naar Molina de Aragón. Het betrof een vlakke etappe over 163,9 kilometer.

## Verloop
De etappe leek bij voorhand uit te draaien op een massasprint. Daardoor kwam de kopgroep met Ángel Madrazo, Carlos Canal en Joan Bou snel samen en werden binnen schootsafstand gehouden. In de finale kwam klassementsleider Rein Taaramäe ten val, maar hij kreeg dezelfde omdat hij in de laatste drie kilometer ten val kwam, kreeg hij dezelfde tijd en behield hij zijn leiderstrui. In de sprint werd Arnaud Démare ideaal gebracht door zijn ploegmaten van Groupama-FDJ; het was echter Fabio Jakobsen die nog over de Fransman heen kon komen in de laatste meters. 

## Uitslag
| El Burgo de Osma – Molina de Aragón (163,9 km) |                  |                                    |          |
| Plaats                                         | Naam             | Ploeg                              | Tijd     |
| Winnaar                                        | Fabio Jakobsen   | Deceuninck–Quick-Step              | 3u43'07" |
| 2                                              | Arnaud Démare    | Groupama-FDJ                       | z.t.     |
| 3                                              | Magnus Cort      | EF Education-Nippo                 | z.t.     |
| 4                                              | Alberto Dainese  | Team DSM                           | z.t.     |
| 5                                              | Michael Matthews | Team BikeExchange                  | z.t.     |
| 6                                              | Piet Allegaert   | Cofidis                            | z.t.     |
| 7                                              | Jordi Meeus      | BORA-hansgrohe                     | z.t.     |
| 8                                              | Matteo Trentin   | UAE Team Emirates                  | z.t.     |
| 9                                              | Jasper Philipsen | Alpecin-Fenix                      | z.t.     |
| 10                                             | Riccardo Minali  | Intermarché-Wanty-Gobert Matériaux | z.t.     |

| Algemeen klassement |                    |                                    |           |
| Plaats              | Naam               | Ploeg                              | Tijd      |
| Rode trui           | Rein Taaramäe      | Intermarché-Wanty-Gobert Matériaux | 13u08'51" |
| 2                   | Kenny Elissonde    | Trek-Segafredo                     | + 25"     |
| 3                   | Primož Roglič      | Team Jumbo-Visma                   | + 30"     |
| 4                   | Lilian Calmejane   | AG2R-Citroën                       | + 35"     |
| 5                   | Enric Mas          | Movistar Team                      | + 45"     |
| 6                   | Miguel Ángel López | Movistar Team                      | + 51"     |
| 7                   | Alejandro Valverde | Movistar Team                      | + 57"     |
| 8                   | Giulio Ciccone     | Trek-Segafredo                     | z.t.      |
| 9                   | Egan Bernal        | INEOS Grenadiers                   | z.t.      |
| 10                  | Mikel Landa        | Bahrain-Victorious                 | + 1'09"   |
|                     |                    |                                    |           |
| 27                  | Wout Poels         | Bahrain-Victorious                 | + 2'16"   |
| 45                  | Steff Cras         | Lotto Soudal                       | + 3'10"   |

## Nevenklassementen
| Puntenklassement |                  |                                    |        |
| Plaats           | Naam             | Ploeg                              | Punten |
| Groene trui      | Fabio Jakobsen   | Deceuninck–Quick-Step              | 100    |
| 2                | Jasper Philipsen | Alpecin-Fenix                      | 68     |
| 3                | Alex Aranburu    | Astana-Premier Tech                | 50     |
| 4                | Michael Matthews | Team BikeExchange                  | 43     |
| 5                | Rein Taaramäe    | Intermarché-Wanty-Gobert Matériaux | 33     |

| Bergklassement        |                 |                                    |        |
| Plaats                | Naam            | Ploeg                              | Punten |
| Bolletjestrui (blauw) | Rein Taaramäe   | Intermarché-Wanty-Gobert Matériaux | 10     |
| 2                     | Kenny Elissonde | Trek-Segafredo                     | 7      |
| 3                     | Joe Dombrowski  | UAE Team Emirates                  | 6      |
| 4                     | Tobias Bayer    | Alpecin-Fenix                      | 5      |
| 5                     | Sepp Kuss       | Team Jumbo-Visma                   | 3      |
|                       |                 |                                    |        |
| 8                     | Sep Vanmarcke   | Israel Start-Up Nation             | 2      |

| Jongerenklassement |                  |                     |           |
| Plaats             | Naam             | Ploeg               | Punten    |
| Witte trui         | Egan Bernal      | INEOS Grenadiers    | 13u09'48" |
| 2                  | Gino Mäder       | Bahrain-Victorious  | + 13"     |
| 3                  | Aleksandr Vlasov | Astana-Premier Tech | + 16"     |
| 4                  | Rémy Rochas      | Cofidis             | + 54"     |
| 5                  | Juan Pedro López | Trek-Segafredo      | + 59"     |
|                    |                  |                     |           |
| 12                 | Steff Cras       | Lotto Soudal        | + 2'13"   |
| 31                 | Thymen Arensman  | Team DSM            | + 12'25"  |

| Ploegenklassement |                    |           |
| Plaats            | Ploeg              | Tijd      |
|                   | UAE Team Emirates  | 39u28'41" |
| 2                 | Movistar Team      | + 22"     |
| 3                 | Bahrain-Victorious | + 50"     |
| 4                 | Trek-Segafredo     | + 1'14"   |
| 5                 | INEOS Grenadiers   | + 1'15"   |

1e etappe ·
2e etappe ·
3e etappe ·
4e etappe ·
5e etappe ·
6e etappe ·
7e etappe ·
8e etappe ·
9e etappe ·
10e etappe ·
11e etappe ·
12e etappe ·
13e etappe ·
14e etappe ·
15e etappe ·
16e etappe ·
17e etappe ·
18e etappe ·
19e etappe ·
20e etappe ·
21e etappe
Startlijst · Eindstanden · Afbeeldingen